# Clochette et l'Expédition féerique
 (novembre 2021).
Série
Clochette et la Pierre de lune
(2009) Clochette et le Secret des fées
(2012)
Pour plus de détails, voir Fiche technique et Distribution.
Clochette et l'Expédition féerique ou Clochette et les fées à la rescousse au Québec (Tinker Bell and the Great Fairy Rescue) est le 117e long-métrage d'animation des Studios Disney sorti directement en vidéo en 2010.
Il est le troisième film de la saga La Fée Clochette de la branche Disney Fairies et est la suite de La Fée Clochette (2008) et Clochette et la Pierre de lune (2009) et suivi de Clochette et le Secret des fées (2012).

## Synopsis
La Vallée des fées a décidé de passer tout un été dans l'autre monde, pas loin d'une maison d'humains. Quand Clochette décide de s'y aventurer, elle se fait capturer par une humaine du nom d'Elizabeth -dite Lizzy- dans une maison de fées créée par Lizzy elle-même. Lizzy étant une passionnée des fées, elle demande à Clochette de rester avec elle. Décidée à partir, Clochette se retourne au dernier moment et s'apercevant que Lizzy se sent bien seule, elle décide de rester. Le père de Lizzy étant scientifique, il ne s'amuse que très rarement avec sa fille et ne supporte pas l'attention que Lizzy porte aux fées, qu'il juge imaginaires. Pendant tout le temps d'une tempête, Clochette raconte l'existence et le travail des fées tout au  long de l'année à Lizzy. Pendant ce temps, Vidia, la fée voltigeuse, est retournée au campement des fées pour avertir ses amis que Clochette a été enlevée. Mais arrivées là-bas elles découvrent que Clochette a appris à Lizzy à voler et qu'elle s'est montrée au père de Lizzy qui décide de la capturer pour la montrer au musée de Londres. Vidia la sauvera juste à temps mais c'est elle qui se fera enfermer à la place de Clochette. Rosélia, Noa, Ondine, Clark, Gubble, Clochette et Iridessa vont se lier avec Lizzy pour rattraper son père déjà parti et libérer Vidia.

## Fiche technique
- Titre original : Tinker Bell and the Great Fairy Rescue
- Titre français : Clochette et l'Expédition féerique
- Titre québécois : Clochette et les fées à la rescousse
- Réalisation : Bradley Raymond
- Scénario : Bob Hilgenberg et Rob Muir
- Montage : Lisa Linder et Kevin Locarro
- Producteur : Margot Pipkin
- Société de production : DisneyToon Studios
- Société de distribution : Walt Disney Studios Entertainment
- Pays de production :  États-Unis
- Dates de sortie :
  - États-Unis : 21 septembre 2010
  - France : 20 octobre 2010

## Distribution

### Voix originales
- Mae Whitman : Clochette
- Lauren Mote : Elizabeth "Lizzy" Griffiths
- Michael Sheen : Docteur Martin Griffiths
- Pamela Adlon : Vidia
- Kristin Chenoweth : Rosélia
- Raven-Symoné : Iridessa
- Lucy Liu : Ondine
- Angela Bartys : Noa
- Jeff Bennett : Clark
- Rob Paulsen : Gabble
- Jesse McCartney : Terence
- Faith Prince : Mrs. Perkins
- Cara Dillon : Narrateur
- Bob Bergen : Voix additionnelles

### Voix françaises
- Lorie : Clochette
- Clara Quilichini : Elizabeth "Lizzy" Griffiths
- William Coryn : Docteur Martin Griffiths
- Elisabeth Ventura : Vidia
- Marieke Bouillette : Ondine
- Ariane Aggiage : Iridessa
- Edwige Lemoine : Rosélia
- Anna Ramade : Noa
- Fabrice Fara : Gabble
- Charles Pestel : Clark
- Thibaud Vaneck : Terence
- Catherine Davenier : Narrateur
- Bénédicte Lécroart : Soliste n°1
- Maeva Méline : Soliste n°2

## Chansons du film
- C'est enfin l'été (Summer's Just Begun) - Soliste n°1
- Comment y croire (How to Believe) - Soliste n°2
- C'est enfin l'été  (Summer's Just Begun) (reprise) - Soliste n°1

Générique de fin :
- How to Believe - Bridgit Mendler
- Come Flying With Me - Cara Dillon

## Sortie cinéma
- Belgique : 18 août 2010

## Sortie vidéo
- États-Unis : 21 septembre 2010 (DVD et Blu-Ray HD)
- France : 20 octobre 2010 (DVD et Blu-Ray HD)